# Civraisien
Le  Civraisien   est une région naturelle de France située dans la région Nouvelle-Aquitaine, au sud du département de la Vienne autour de Civray, ville qui lui a donné son nom.

## Géographie

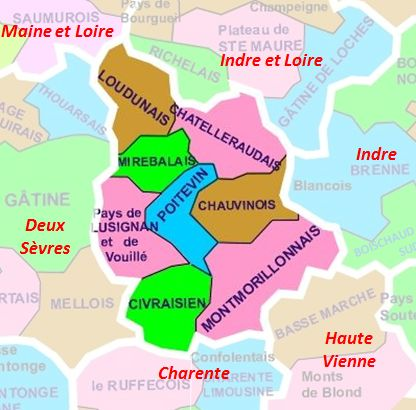
Les régions naturelles du département de la Vienne

Le pays traditionnel du Civraisien est situé au sud du département de la Vienne. Il constitue la bordure méridionale de l'ancienne province du Poitou. C’est la ville de Civray qui lui a donné son nom. Il est entouré par les régions naturelles suivantes :
- au nord par le Pays de Lusignan et de Vouillé et le Poitevin ;
- à l’est par le Montmorillonnais ;
- au sud par le Confolentais et le Ruffécois ;
- à l’ouest par le Mellois.

## Économie
Le pays est connu pour sa terre très fertile dite Terres Rouges à chataigniers, une argile riche en phosphates et en limons et bonifiée par des générations d’agriculteurs.

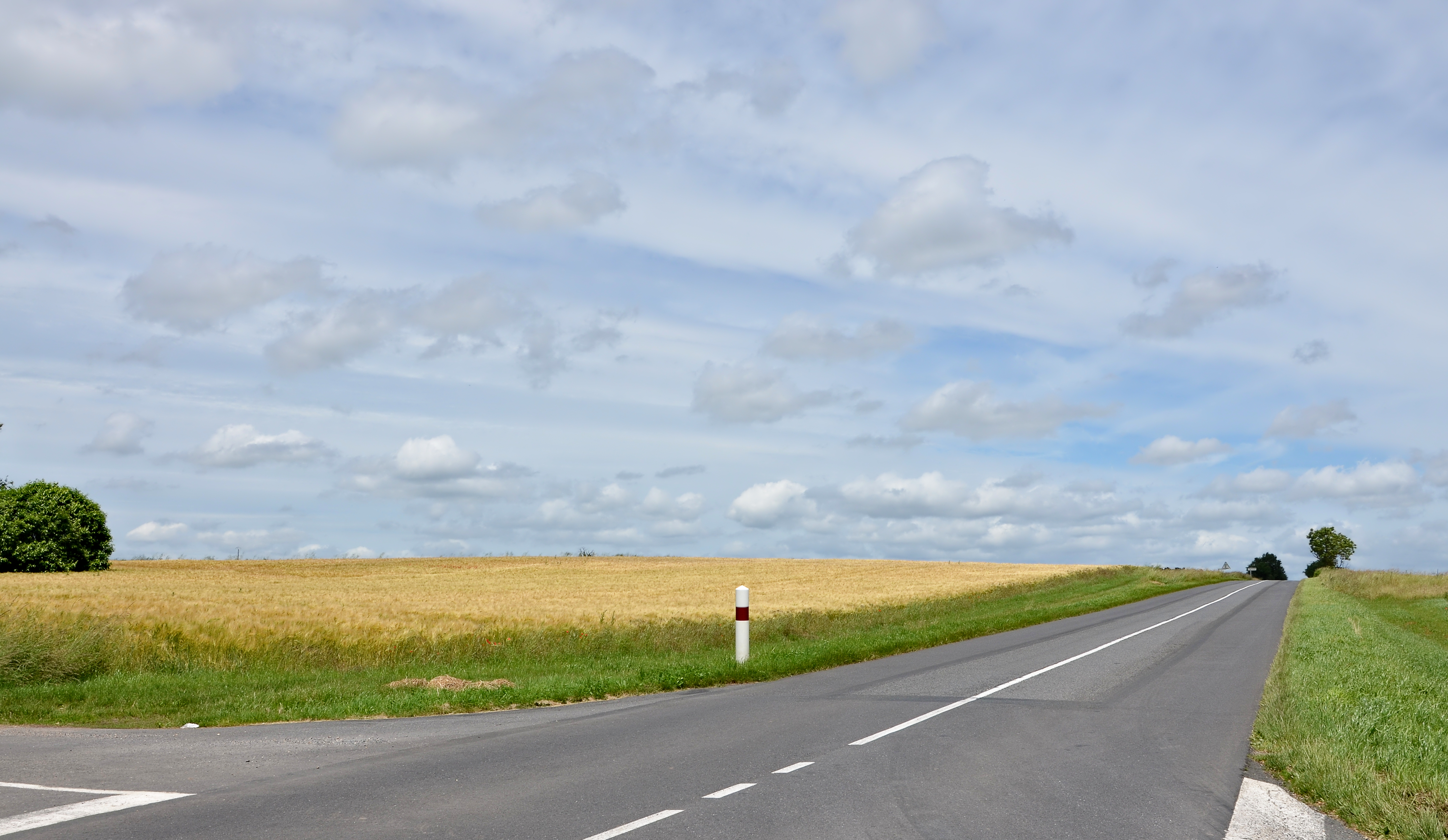
Cultures céréalières près de la D 1, entre Civray et Sommières-du-Clain
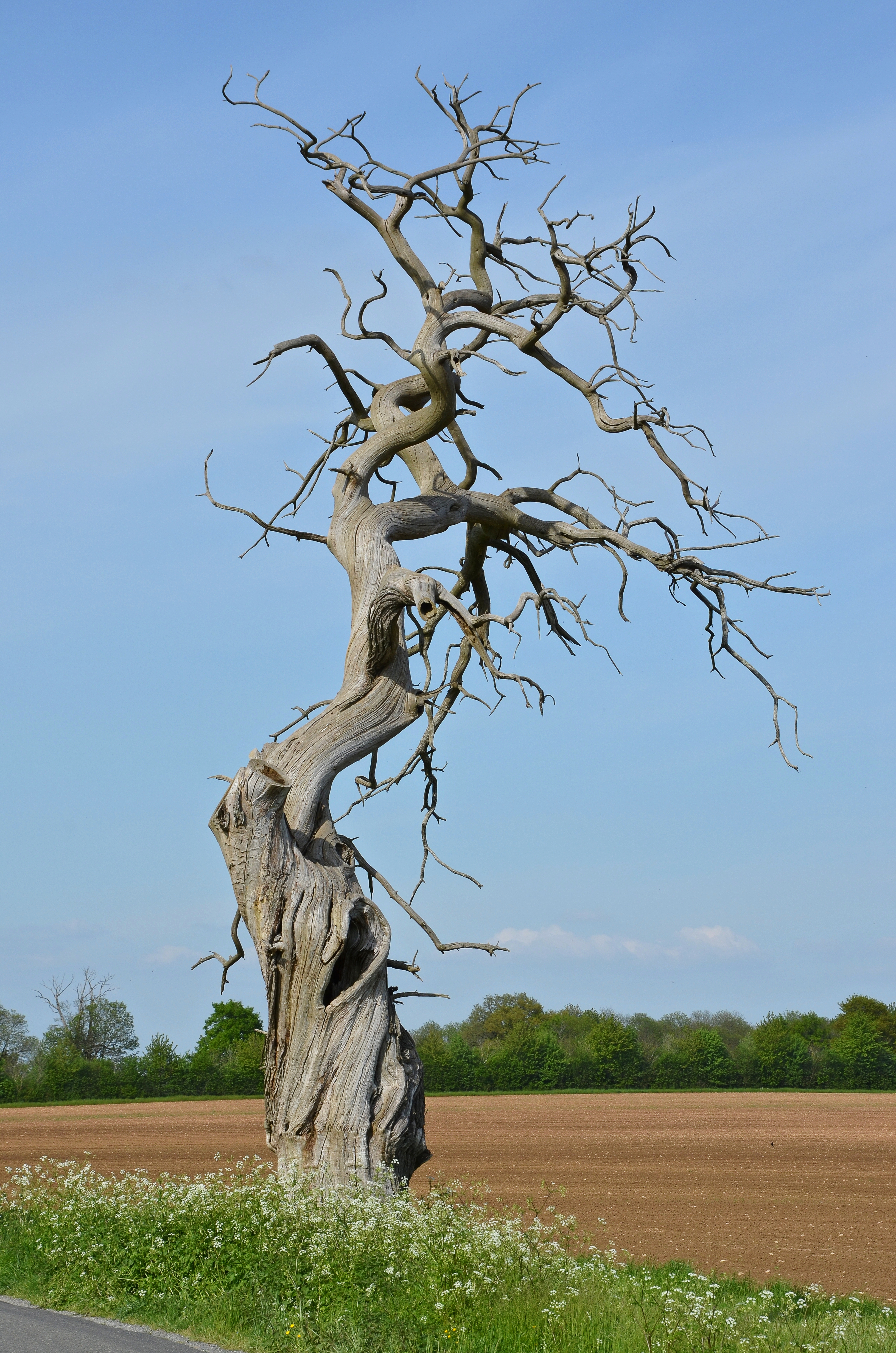
Terre rouge et châtaignier mort près de Romagne
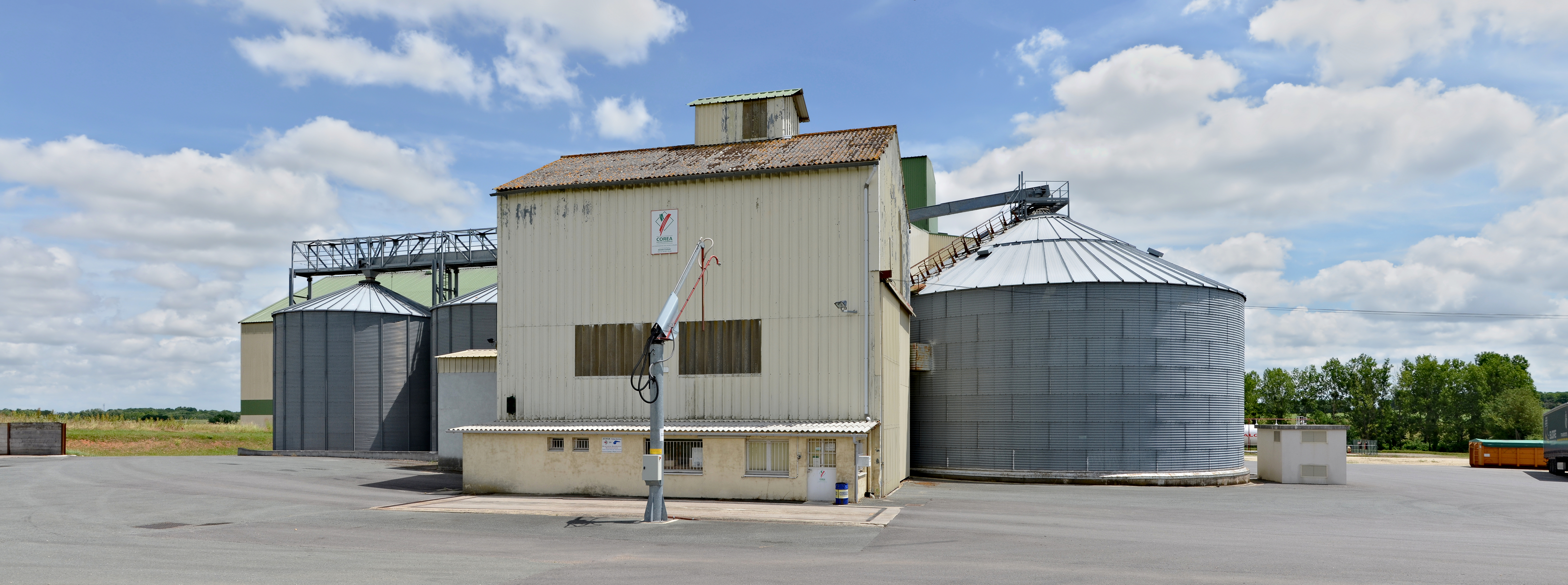
Silo de la COREA entre Civray et Sommières-du-Clain

## Langue
La langue régionale traditionnelle du Civraisien est le poitevin-saintongeais, dans sa variété poitevine déclinée en plusieurs variantes :
- le poitevin méridional du Sud-Civraisien et du Ruffécois, riche en conservatismes et en particularités poitevines méridionales, et qui concerne (avec des variations locales) : le sud et le centre du canton de Civray, le canton de Charroux (sauf l’extrême sud-est)[2]

- le poitevin méridional en contact avec l’oc, encore plus riche en conservatismes auxquels s'adjoignent un substrat d’oc très important, et qui concerne (avec des variations locales) : l’extrême sud-est du Sud-Civraisien (Chatain dans le sud-est du canton de Charroux)[2]

- le poitevin méridional de la bordure melloise, lui aussi plus riche en conservatismes auxquels s'adjoignent des particularités poitevines centrales, et qui concerne (avec des variétés locales) : le nord du canton de Civray (Blanzay, Linazay…), le canton de Couhé[2]

- le poitevin méridional du Nord-Civraisien dans le canton de Gençay.

En outre l'extrême sud-est du sud de la commune de Chatain avait il y a peu encore pour parler traditionnel un parler analogue à celui de la commune charentaise voisine (Benest), c'est-à-dire un parler marchois (mixte mi-poitevin mi-limousin).